# Ataléia
Ataléia este un oraș din unitatea federativă Minas Gerais, Brazilia.